# Université de Maseno
L'université de Maseno (en anglais Maseno University et en swahili Chuo Kikuu cha Maseno) a été créée en 2001 par une loi du parlement kényan. C'est la sixième plus ancienne des sept universités publiques kényanes.

## Fondation et histoire

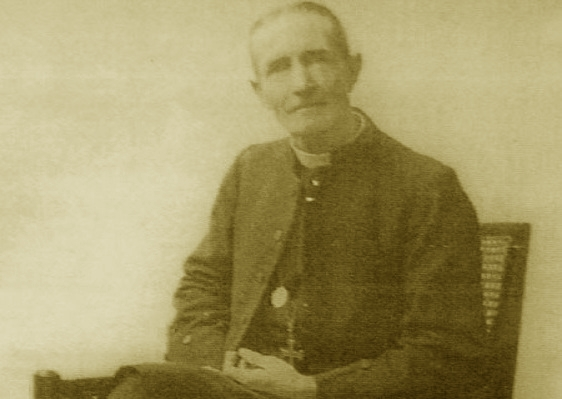
John Jamieson Willis

En 1906, le révérend anglican John Jamieson Willis (devenu plus tard Primat d'Ouganda) fonde, à Maseno, sur un terrain offert par le chef de clan Ogola wuod Ayieke, la première école du Kavirondo - et la deuxième au Kenya - pour les jeunes Africains. L'école débute avec quatre garçons à qui il apprend la maçonnerie, l'art du charpentier et l'arithmétique. Avec le soutien, exercé souvent de façon « militaire », d'Odera Akang'o, chaque chef de clan fut persuadé d'envoyer un ou deux de ses fils au pensionnat et de contribuer pécuniairement à l'achat d'uniformes scolaires.

Dès 1909, les étudiants réclament le même programme scolaire que les étudiants « européens ». Ce qui est accordé par le proviseur de l'époque Paul Agali Otula.

Toujours sous l'emprise d'Odera Akang'o, chaque chef de famille est « obligé » d'envoyer son fils ainé à l'école avec, pour résultat, un effectif de 150 élèves en 1911 pour l'école qui porte désormais le nom de Maseno High School.
En octobre 1990, les écoles d'enseignement supérieur Siriba Teachers College et Government Training Institute sont regroupées pour former le Maseno University College qui est alors un Collège dépendant de l'Université Moi d'Eldoret.
À la suite d'une loi de 2000, le Collège devient, à part entière, la 7e université publique du pays en 2001. Rapidement, elle ouvre un campus supplémentaire en acquérant le Varsity Plaza dans la ville de Kisumu éloignée de 25 km. En décembre 2008, le Bondo University College de Bondo devient un collège dépendant de l'université.

## Campus
L'université possède trois campus :
- College Campus : c'est le campus principal. Il est situé à Maseno et traversé par la ligne équinoxiale;
- Siriba Campus : il est aussi situé à Maseno;
- City Campus : il est situé dans la ville de Kisumu dans le Varsity Plaza et spécialisé dans les technologies de l'information et de la communication (ICT). L'université possède et gère aussi le New Kisumu Hotel (80 chambres) situé près du campus.

## Programmes
- Faculté des sciences :
  - sciences et techniques de l'informatique;
  - botanique et horticulture;
  - zoologie;
  - chimie;
  - physique;
  - mathématiques appliquées;
  - écotourisme, hôtellerie et gestion d'institutions (ECOHIM);
  - statistique et sciences de l'actuariat.
- Faculté des arts et sciences humaines :
  - techniques des communications et des médias;
  - linguistique, langues et littérature;
  - création et interprétation artistique;
  - design;
  - histoire et archéologie;
  - économie et gestion commerciale;
  - sociologie et anthropologie;
  - étude des religions, théologie et philosophie.
- Faculté de droit :
  - communication en milieu scolaire et techniques du curriculum scolaire;
  - psychologie en milieu scolaire;
  - besoins spécifiques du milieu scolaire;
  - gestion et discipline en milieu scolaire;
  - postgraduat d'enseignant (PGDM).
- Hautes études :
  - maîtrise (MA) et doctorat (PhD) en Relations internationales et science politique;
  - maîtrise et doctorat en géographie et science de environnement;
  - maîtrise en gestion du système de santé, en épidémiologie et santé publique, en contrôle sanitaire et santé publique internationale (MpH);
  - doctorat en technologie et sciences biomédicales (PhD).
- Institut de recherche scientifique sur tout ce qui a trait au lac Victoria.

## Impact économique
Durant l'année académique, la population urbaine augmente d'environ 150 %.
L'université est le plus grand contributeur dans l'économie de Maseno. Ceci se produit de deux manières principales : elle emploie la majeure partie de son personnel parmi les résidents de l'agglomération et les étudiants dépensent la plupart de leurs allocations en nourriture, divertissements et autres services de base comme la coiffure et leur loyer dans la cité.

## Personnalités liées à l'université
- Oginga Odinga (octobre 1911 à Bondo - 20 janvier 1994 à Kisumu)
  - élève de l'Alliance High School ;
- Bethwell Allan Ogot (3 août 1929 à Gem), historien et, actuellement, chancelier de l'Université Moi
  - élève de l'Alliance High School et professeur d'histoire à l'université de Maseno ;
- Audrey Mbugua (née en 1984), activiste transgenre.